# 대한민국 민법 제367조
대한민국 민법 제367조는 제삼취득자의 비용상환청구권에 대한 민법 물권법의 조문이다.

## 조문
제367조(제삼취득자의 비용상환청구권) 저당물의 제삼취득자가 그 부동산의 보존, 개량을 위하여 필요비 또는 유익비를 지출한 때에는 제203조제1항, 제2항의 규정에 의하여 저당물의 경매대가에서 우선상환을 받을 수 있다.

第367條(第三取得者의 費用償還請求權) 抵當物의 第三取得者가 그 不動産의 保存, 改良을 爲하여 必要費 또는 有益費를 支出한 때에는 第203條第1項, 第2項의 規定에 依하여 抵當物의 競賣代價에서 優先償還을 받을 수 있다.

## 판례
- “민법 제367조는 저당권이 설정되어 있는 부동산의 제3취득자가 저당부동산에 관하여 지출한 필요비·유익비는 그 부동산 가치의 유지·증가를 위하여 지출된 일종의 공익비용이므로 저당부동산의 환가대금에서 부담하여야 할 성질의 비용이고 더욱이 제3취득자는 경매의 결과 그 권리를 상실하게 되므로 특별히 경매로 인한 매각대금에서 우선적으로 상환을 받도록 한 것이다. 저당부동산의 소유권을 취득한 자도 민법 제367조의 제3취득자에 해당한다(대법원 2004. 10. 15. 선고 2004다36604 판결 참조). 제3취득자가 민법 제367조에 의하여 우선상환을 받으려면 저당부동산의 경매절차에서 배당요구의 종기까지 배당요구를 하여야 한다(민사집행법 제268조, 제88조). 위와 같이 민법 제367조에 의한 우선상환은 제3취득자가 경매절차에서 배당받는 방법으로 민법 제203조 제1항, 제2항에서 규정한 비용에 관하여 경매절차의 매각대금에서 우선변제 받을 수 있다는 것이지 이를 근거로 제3취득자가 직접 저당권설정자, 저당권자 또는 경매절차 매수인 등에 대하여 비용상환을 청구할 수 있는 권리가 인정될 수 없다. 따라서 제3취득자는 민법 제367조에 의한 비용상환청구권을 피담보채권으로 주장하면서 유치권을 행사할 수 없다.”[2]

## 참고문헌
- 이창현. "민법 제367조와 유치권 - 대상판결: 대법원 2023. 7. 13. 선고 2022다265093 판결." 사법 1.70 (2024): 269-312.
- 강태성. "민법 제367조에 대한 검토 및 개정안." 민사법의 이론과 실무 22.2 (2019): 1-44.